# Голяма Долина
Голя́ма Долина́ (болг. Голяма долина) — село в Хасковській області Болгарії. Входить до складу общини Маджарово.

## Населення
За даними перепису населення 2011 року у селі проживали 3 особи, усі — турки.
Розподіл населення за віком у 2011 році:
Динаміка населення: